# Maria Katarzyna Lasatowicz
Maria Katarzyna Lasatowicz (* 1951) ist eine polnische germanistische Sprachwissenschaftlerin, Hochschullehrerin und Herausgeberin.

## Leben und Wirken
Maria Katarzyna Lasatowicz wurde 1980 an der Universität Krakau mit einer Arbeit über die Kanzleisprache in Oppeln im 16. Jahrhundert bei Aleksander Szulc zum Dr. habil. promoviert.
Sie wurde als Professorin an die Universität Opole berufen und ist dort seit 1994 Direktorin des Germanistischen Instituts und Leiterin des Lehrstuhls für deutsche Sprache. Ihre Arbeitsschwerpunkte sind die deutsche Linguistik, Sprachbiografien polnischer Einwohner in Oberschlesien und der Zustand der deutschen Sprache in der Region, insbesondere in der deutschen Sprachinsel um Bielsko-Biała.
Maria Katarzyna Lasatowicz ist Vorstandsmitglied des Verbandes Polnischer Germanisten und wurde 2018 für drei Jahre zur Vorsitzenden gewählt.
Mit Marek Zybura war sie Herausgeberin der von 1999 bis 2004 mit sieben Bänden erschienenen Reihe Oppelner Beiträge zur Germanistik. Außerdem war sie Mitherausgeberin mehrerer Bände der Reihen Prace Germanistyczne/Germanistische Werkstatt (ab 1999) und Silesia. Schlesien im europäischen Bezugsfeld. Quellen und Forschungen (ab 2004).

## Auszeichnungen
Maria Katarzyna Lasatowicz wurde 2002 mit dem Silbernen Verdienstkreuz der Republik Polen ausgezeichnet.

## Schriften
- Graphematisch-phonetische Analyse des „Urbarz opolski“ vom Jahre 1566. Dissertation. Universität Krakau 1979, OCLC 174838016.
- Die deutsche Mundart von Wilamowice zwischen 1920 und 1987. Pädagogische Hochschule, Opole 1992, ISBN 83-85012-94-X.

 Herausgeberschaft
- mit Jürgen Joachimsthaler: Nationale Identität aus germanistischer Perspektive. Universität Opole, Opole 1998, ISBN 83-87635-13-8.
- mit Izabela Surynt: Prace Germanistyczne/Germanistische Werkstatt. Band 1. Universität Opole, Opole 1999, DNB 959376976.
- mit Jürgen Joachimsthaler: Assimilation – Abgrenzung – Austausch. Interkulturalität in Sprache und Literatur (= Oppelner Beiträge zur Germanistik. Band 1). Lang, Frankfurt am Main 1999, ISBN 978-3-631-34894-9.
- Kulturraumformung. Sprachpolitische, kulturpolitische, ästhetische Dimensionen (= Silesia. Schlesien im europäischen Bezugsfeld. Quellen und Forschungen. Band 1). Trafo, Berlin 2004, ISBN 978-3-89626-481-7.
- mit Izabela Surynt: Prace Germanistyczne/Germanistische Werkstatt. Band 2. Universität Opole, Opole 2004, DNB 993649408.
- mit Andrea Rudolph: Literaturgeschichtliche Schlüsseltexte zur Formung schlesischer Identität (= Silesia. Schlesien im europäischen Bezugsfeld. Quellen und Forschungen. Band 3). Kommentierte Studienausgabe. Trafo, Berlin 2005, ISBN 978-3-89626-527-2.
- mit Andrea Rudolph, Norbert Richard Wolf: Deutsch im Kontakt der Kulturen. Schlesien und andere Vergleichsregionen (= Silesia. Schlesien im europäischen Bezugsfeld. Quellen und Forschungen. Band 4). Trafo, Berlin 2006, ISBN 978-3-89626-533-3.
- Städtische Räume als kulturelle Identitätsstrukturen. Schlesien und andere Vergleichsregionen (= Silesia. Schlesien im europäischen Bezugsfeld. Quellen und Forschungen. Band 7). Trafo, Berlin 2007, ISBN 978-3-89626-620-0.
- mit Daniela Pelka: Prace Germanistyczne/Germanistische Werkstatt. Band 3. Universität Opole, Opole 2008, DNB 993649459.
- mit Daniela Pelka: Sprachbiographien in Oberschlesien (= Silesia. Schlesien im europäischen Bezugsfeld. Quellen und Forschungen. Band 11). Trafo, Berlin 2011, ISBN 978-3-89626-890-7.
- mit Dennis Scheller-Boltz: Zweisprachigkeit als Herausforderung und Chance (= Silesia. Schlesien im europäischen Bezugsfeld. Quellen und Forschungen. Band 15). Trafo, Berlin 2012, ISBN 978-3-86464-027-8.
- mit Andrea Rudolph: Corpora und Canones. Schlesien und andere Räume in Sprache, Literatur und Wissenschaft (= Silesia. Schlesien im europäischen Bezugsfeld. Quellen und Forschungen. Band 14). Trafo, Berlin 2013, ISBN 978-3-86464-024-7.
- mit Daniela Pelka: 25 lat Instytutu Filologii Germańskiej Uniwersytetu Opolskiego. Universität Opole, Opole 2015, ISBN 978-83-7395-664-3.
- mit Jarosław Bogacki: Deutsche Sprache in kulturell mehrfach kodierten Räumen. Medien, Kultur, Politik (= Forum für Sprach- und Kulturwissenschaft. Band 3). Lang, Berlin u. a. 2018, ISBN 978-3-631-64696-0.
- mit Ellen Tichy, Felicitas Tesch, Thorsten Roelcke: Germanistik und Wirtschaft in der Diskussion. Lang, Frankfurt am Main 2018, ISBN 978-3-631-73909-9.